# 95935 Grego
95935 Grego este o planetă minoră (asteroid) din centura de asteroizi. A fost descoperită pe 25 mai 2003 la Catalina Station⁠(d) de Catalina Sky Survey. 
Obiectul prezintă o orbită caracterizată de o semiaxă mare de 2,3617723292711 UAi, o excentricitate de 0,06, o înclinație de 6,6 ° în raport cu ecliptica.